# Cibadak (Tanjungsari)
Cibadak is een bestuurslaag in het regentschap Bogor van de provincie West-Java, Indonesië. Cibadak telt 4915 inwoners (volkstelling 2010).